# Contea di Gulin
La contea di Gulin (古蔺县S, Gǔlìn XiànP) è una contea della Cina, situata nella provincia di Sichuan e amministrata dalla prefettura di Luzhou.